# Боблово (Сергиево-Посадский район)
Боблово — деревня в Сергиево-Посадском районе Московской области России, входит в состав сельского поселения Селковское.

## Население
| 1835 | 1850 | 1857 | 1859 | 1895 | 1905 | 1926 | 2002 |
| ---- | ---- | ---- | ---- | ---- | ---- | ---- | ---- |
| 88   | ↗90  | ↗91  | ↘75  | ↗88  | ↗119 | ↗135 | ↘0   |
| 2006 | 2010 |      |      |      |      |      |      |
| ↗2   | ↗12  |      |      |      |      |      |      |

## География
Деревня Боблово расположена на севере Московской области, в северо-восточной части Сергиево-Посадского района, примерно в 83 км к северу от Московской кольцевой автодороги и 31,5 км к северу от станции Сергиев Посад Ярославского направления Московской железной дороги, у истока реки Сухмани бассейна Дубны.
В 16 км юго-восточнее деревни проходит Ярославское шоссе М8, в 23 км к юго-западу — Московское большое кольцо А108, в 3,5 км к западу — автодорога Р104. Ближайшие населённые пункты — деревни Барово и Ново.

## История
До 1764 года деревня принадлежала Троице-Сергиеву монастырю.
В «Списке населённых мест» 1862 года — казённая деревня 2-го стана Переяславского уезда Владимирской губернии по правую сторону Углицкого просёлочного тракта от границы Александровского уезда к Калязинскому, в 46 верстах от уездного города и 48 верстах от становой квартиры, при колодце, с 14 дворами и 75 жителями (39 мужчин, 36 женщин).
По данным на 1895 год — деревня Хребтовской волости Переяславского уезда с 88 жителями (47 мужчин, 41 женщина). Основными промыслами населения являлись возка лесного материала и изготовление деревянной посуды, 5 человек уезжало в качестве фабричных рабочих на отхожий промысел в Москву и уезды.
По материалам Всесоюзной переписи населения 1926 года — деревня Баровского сельсовета Хребтовской волости Сергиевского уезда Московской губернии в 7,5 км от Угличско-Сергиевского шоссе и 33,1 км от станции Сергиево Северной железной дороги; проживало 135 человек (62 мужчины, 73 женщины), насчитывалось 25 крестьянских хозяйств.